# Marciano (banda)
Marciano es un dúo chileno de música electrónica fundado por Rodrigo Castro en 1997 en paralelo a su proyecto solista Tec. Sus comienzos fueron con el proyecto "Musikalibre" hasta que en 1997 deciden pasar a ser conocidos como Marciano.   

## Historia
Su primer disco de estudio fue "Come Astronautas" que se editó el año 1998. Esta placa es una rareza hoy en día ya que se editaron pocas copias y es muy difícil encontrarlo. Es un tesoro para los fanes de este grupo. Este disco los llevó a tocar por gran parte de Chile. Con la experiencia acumulada de estas presentaciones en vivo, deciden ingresar al estudio para grabar su segundo disco de estudio llamado "Obníbula" (2000) con el que logran cierta difusión radial y un fiel puñado de seguidores. Este disco los lleva nuevamente a tocar en las principales ciudades del país y, además, a tocar en el prestigioso festival de música electrónica "Sonar" de Barcelona. 
El año 2002 editan su tercer disco de estudio titulado "Polarizado" con el que logran reconocimiento y una mayor difusión en las radios además de ser el disco más exitoso en la carrera de Marciano*. Aparecen en variados programas musicales con los videoclips que graban para promocionar el disco, que incluye sus propias versiones de los temas "Billie Jean" de Michael Jackson y "Kiss" de Prince. Además incluyen un versión del Poema 20 del poeta chileno Pablo Neruda uno de los éxitos de este álbum y superlight clip grabado en Róterdam Holanda por Andrés Mardones. Nuevamente salen de gira por Chile además de Argentina, Colombia y otros países de Sudamérica. Logran, además, programar varias presentaciones en Europa con las que se consolidan definitivamente. A su regreso, entran en el estudio de grabación para editar su cuarta placa llamada "Panamericana" (2003), trabajo que se escapa un poco de sus incicios para explorar por nuevos sonidos, algunos más punzantes y otros más delicados. 
El año 2005 sale al mercado su quinto trabajo de estudio titulado "Absoluto" el que lanzan la noche de año nuevo del año 2004 a 2005. Esta placa incluye la participación de la cantante chilena Nicole (nombre artístico de Denisse Lilian Laval Soza) en 2 temas, siendo "Siempre" el más exitoso de este disco. Ese mismo año, aparece en su página web un "regalo" para sus fanes y que, previamente, se hubiesen registrado en la página del grupo. Este regalo consistió en 6 temas remezclados del disco Obníbula que se podían descargar de la página. Apareció como "Obníbula Remixes" y no se editó en formato tradicional.
En el año 2012 se volverán a juntar para presentarse en el festival de música electrónica Creamfields,realizado en Chile en noviembre de 2012.

## Estilo musical
En sus discos se deja ver su influencia musical: el house. Además inionan en el acid jazz, el chill, el drum n' bass, algo de la era del Disco y sonidos afines.

## Discografía

### Come Astronautas (1998)
1. Studio
2. Come astronautas
3. Ojos de pez
4. Este barrio peligroso
5. Caen aerolitos
6. Caminando a 130 bpm
7. Ruta de las galaxias
8. Miles de Davis
9. Ciudadano E.T.
10. Fasat alfa
11. Fakin Rokin Bits
12. Paradigmas
13. Radio atómico
14. Robot soviético
15. Tololo rock
16. 8 omhs

### Obníbula (2000)
1. Otra vez más acá
2. Hoffman 2000
3. Puta mafia francesa
4. Ladrón que roba
5. Bike
6. Arturo Prat Is Not Dead
7. Interestelar
8. Horas de vuelo
9. Mir
10. Vodka Asurround
11. Suertudo
12. Obníbula
13. Estrecho de Magallanes
14. Rontravolta
15. Flúor
16. Infrarrojo. Profundo bermellón
17. Boeing 747

### Polarizado (2002)
1. SCL
2. Kiss
3. Bolivia
4. Wah wah
5. Billie Jean
6. Breakin Surfin
7. Ross
8. Temón
9. Neruda
10. Way
11. Durango
12. Superlight
13. Trece Y Final

### Panamericana (2003)
1. EnExcess
2. Campos de hielo
3. Panamericana
4. Jack On (cute remix)
5. Ruta 5
6. Patagonia / Géiseres

### Absoluto (2005)
1. Los rayos
2. Una mañana
3. Invierno
4. Siempre (feat. Nicole)
5. Partícula
6. Frío Y sencillo
7. Ahh
8. Frágil (feat. Nicole)
9. Cosecha
10. Mil grados
11. Itak

### El Sonido (2017)
1. Velocidad
2. Corriente
3. Las cosas
4. Rotación
5. Puente
6. Parabola
7. A veces
8. Tormenta
9. Interestelar